# Kasmaran (Widasari)
Kasmaran is een bestuurslaag in het regentschap Indramayu van de provincie West-Java, Indonesië. Kasmaran telt 1665 inwoners (volkstelling 2010).